# Ming Hsiang Wu
Ming Hsiang Wu (1936) è un botanico cinese che nel 1976 descrisse e fu autore tassonomico di una rarissima specie di abete, Abies beshanzuensis, di cui si conoscono solo 3 esemplari adulti vegetanti in natura..